# Kombinované osvětlení

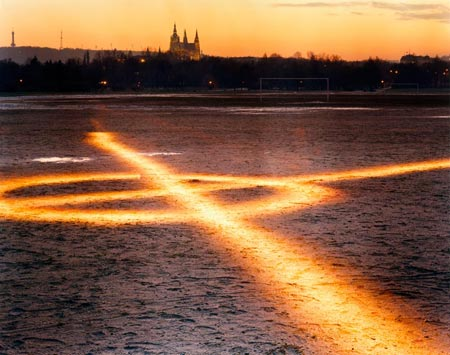
Jan Pohribný využívá světelné malby v exteriéru: Letná, 1997

Kombinované osvětlení (kombinované světlo, různorodé osvětlení) je kombinace umělého (směrového) a přirozeného (rozptýleného) světla (například světelné zdroje různých barevných teplot). Pod stejným pojmem se může rozumět také kombinace více světel ve fotografickém ateliéru (například přední a boční světlo).

## Praxe
Kombinované osvětlení se vyskytuje například v místech, kde se objeví kombinace dvou prostorů, z nichž jeden je osvětlen světlem umělým a druhý světlem denním. Mezi oběma druhy světel může dojít k nápadnému rozdílu jasových intenzit a také k rozdílu teplot chromatičnosti.

## Galerie

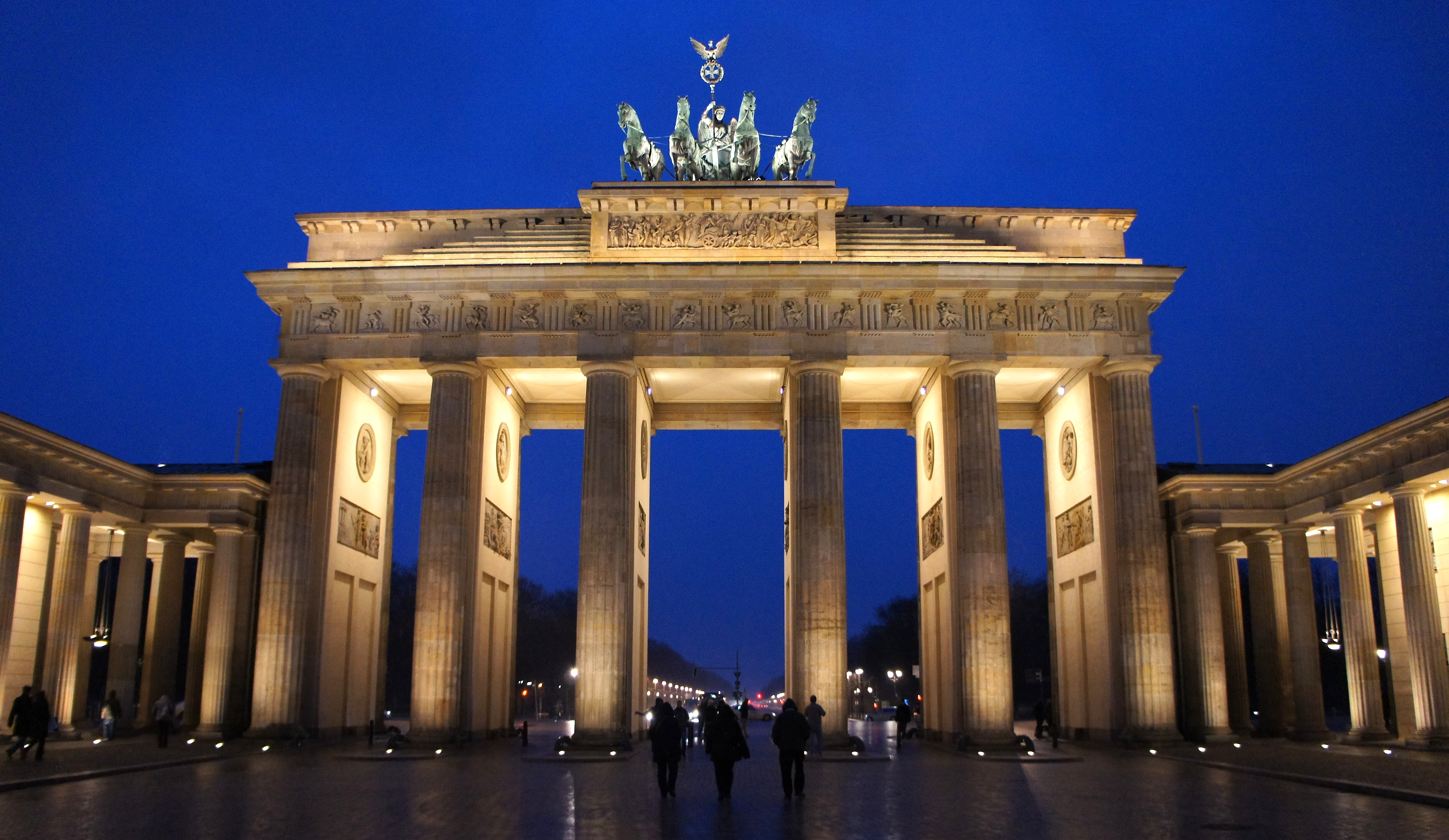
Braniborská brána během modré hodiny s kombinací umělého osvětlení brány a večerní oblohy
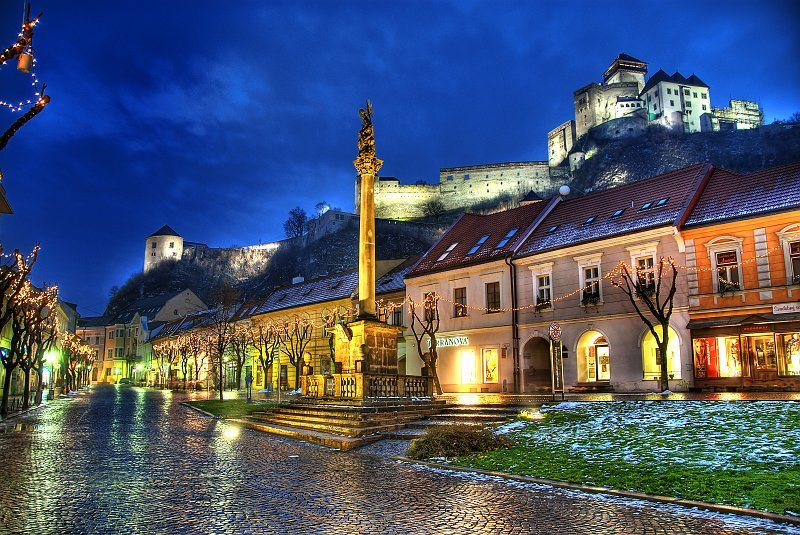
Trenčín za soumraku; HDR obrázek složený z devíti postupných expozic
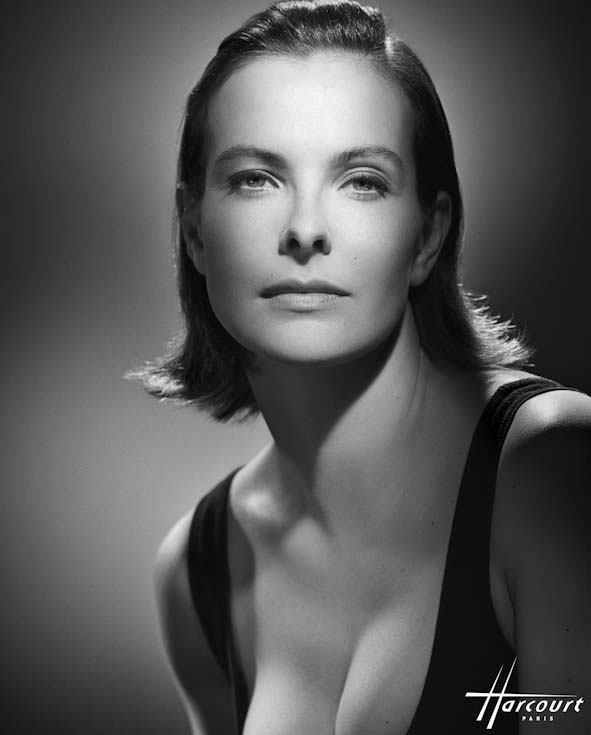
Studio Harcourt: Carole Bouquet, 1995, kombinované ateliérové osvětlení

## Kombinované nouzové svícení
Pod pojmem kombinované svícení se označuje svítidlo se dvěma zářivkami. Jedna se rozsvěcí a zhasíná vypínačem, druhá se rozsvítí automaticky při výpadku elektrické energie. Vždy svítí nejvýše jedna ze zářivek. Také do tohoto svítidla jsou přivedena dvě napájecí vedení.